# Brăila
Brăila er en havneby ved Donau i Rumænien. Byen, der har 154.686 (2021) indbyggere, er hovedstad i distriktet af samme navn.